# La Vòuta (Ardecha)
La Vòuta (en francès La Voulte-sur-Rhône) és un municipi de la regió d'Alvèrnia-Roine-Alps i el departament de l'Ardecha.